# ليلى غفران

ليلى غفران

ليلى غفران (19 مارس 1961 -)، مغنية وممثلة مغربية حاصلة على الجنسية المصرية. بدأت مسيرتها في الثمانينات وحققت نجاحاً باهراً بعد حضورها إلى مصر وإقامتها في القاهرة، حيث جذبت الجمهور بنبرة صوتها القوي وإحساسها الطربي وعرفت بإسم "ملكة الأغنية الدرامية" و"سلطانة الطرب العربي"، كما سلكت طريق تجديد أغنيات لكبار الفنانين مثل أغنيات العندليب الأسمر عبد الحليم حافظ و إم كلثوم وغيرهما.

## المسيرة الفنية
بدأت مسيرتها الفنية في منتصف الثمانينات وحققت نجاحاً واسعاً تحديداً في الفترة الواقعة ما بين 1988 وحتى عام 1998، وكانت المطربة الأشهر في فنادق القاهرة والإسكندرية بعد توقيعها عقد تعاون فني مع شركة زوجها السابق في ذلك الوقت إبراهيم العقاد ليتم بعدها تأسيس شركة فنية بينهما
توقع العديد أن تحتل موقع الصدارة في قائمة المطربات إلا أنها امتنعت عن ذلك بإرادتها وتوقفت عن النشاط الفني لفترة من الزمن دون سبب معروف على الرغم من الزيادة الملحوظة بين نسب محبيها في الوطن العربي من المحيط إلى الخليج، لكنها على الرغم من ذلك، تخلت عن النجاح بإرادتها واختفت عن الساحة الفنية لفترة من الوقت وأصبحت حفلاتها الغنائية قليلة جدا نظراً لعدم وجود أغنيات جديدة بسبب عقد الاحتكار التي كانت قد أبرمته مع شركة روتانا حيث لم يصدر لها خلال 5 سنوات سوى ألبوم واحد حمل عنوان «ساعة الزمن».
ببدأت ليلى غفران الغناء في سن الثامنة وسافرت من المغرب إلى فرنسا عام 1980 في سن السادسة عشرة دون علم أهلها بسبب عدم موافقة والدها على الغناء، حيث أقامت مع خالها في باريس وبدأت الغناء للجاليات العربية، حيث قالت في لقائها في برنامج "الستات مايعرفوش يكذبوا": "أم كلثوم كانت مثلي الأعلى.. وغنيت الأطلال وأنا عمرى ٨ سنوات.. والدى كان رافض أنى أغنى عشان كده بدأت مشوارى الغنائى من باريس.. وقت ما ابتديت أغنى في باريس كانت أغانى أم كلثوم مالية شارع الشانزليزيه" وبسبب خوفها من والدها، قامت بتغيير إسمها الفني لـ "ليلى غفران" حتى لا يعرف دخولها المجال الفني، ولكنها صرحت بإن معاملته معها تغيرت للأفضل بعد أن سأله أحد أصدقائه إن كان والد ليلى غفران المطربة الشهيرة. في عام 1982، أصدرت أول أغنياتها باللهجة المغربية وحملت عنوان "اليوم الأول" ولاقت نجاحاً في المغرب وبعض الدول العربية، حيث أعرب ملحن الأغنية، أحمد العلوي: «أديت هذه الأغنية ما بين سنتي 1981 و1982، وهي القطعة اليتيمة التي غنتها المطربة ليلى غفران في المغرب، هذه الأغنية كانت المنطلق الذي فتح لها أبواب الانتشار الجماهيري في الوطن العربي، وبهذه الأغنية اكتشفت أن ليلى غفران طاقة صوتية كبيرة وموهبة مغربية أصيلة، يكفي أن يسمع المرء الأغنية ليتأكد أن الأمر يتعلق بصوت مغربي أصيل، وأظن أنه لو سارت هذه المطربة في اللون الإيقاعي المغربي، لكانت نافست نعيمة سميح و لطيفة رأفت في الساحة الوطنية، لهذا أقول إن هجرتها خسارة للأغنية المغربية.»

### 1989 - 1999
في عام 1989، أصدرت ليلى أول ألبوماتها الفنية بعنوان "عيونك قمري" والذي قدمها للجمهور المصري والعربي الذي ردد آنذاك أغنيات من الألبوم مثل "أنا مش ندمانة" و "أوراقي القديمة"، وفي عام 1990 أصدرت ثاني ألبوماتها بعنوان "يا فرحة هلي" والذي حمل أشهر أغنياتها في تلك الحقبة بعنوان "لو حتى حيرفضني العالم"، تابعت ليلى نشاطها الغنائي بإصدار عدد من الألبومات مثل "أنا أسفة" و "إسألوا الظروف" قبل أن تصدر ألبوماً كاملاً باللهجة الخليجية حمل عنوان "هذا إختياري".
وفي عام 1996، أصدرت ليلى أشهر ألبوماتها في التسعينيات والذي حمل عنوان "جبار" ، حيث جددت عدد من أغاني عبد الحليم حافظ ومنها "جبار" و"حبك نار" و"كامل الأوصاف" وحقق نجاحاً باهراً في سوق الكاسيت. صرحت ليلى بأن العمل جاء بتشجيع من الملحن المصري الكبير محمد الموجي وأنها هربت إلى باريس خوفاً من ردود الفعل، مشيرة إلى أنها عندما عادت إلى مصر، فوجئت بنجاح الألبوم بشكل كبير. وقعت ليلى غفران عقداً مع شركة روتانا وأصدرت ألبوماً حمل عنوان "ملامح" عام 1997 وآخر حمل عنوان "ساعة الزمن" عام 1999، لتتوقف ليلى بعدها عن إصدار ألبومات بسبب توقف الشركة عن إصدار ألبومات لها، الأمر الذي دفعها لتتقدم بدعوى ضد الشركة طالبت فيها بفسخ العقد إن لم تنتج الشركة لها ألبومات كما نص العقد الموقع بينهما.

### 2000 - 2015
عام 2003، صدر لها ألبوم بعنوان "أهو ده الكلام"  والذي أطلت في أغنياته المصورة وتحديداً أغنية " حاسب " بمظهر جديد ونمط موسيقي شبابي ومختلف عما قدمته في السابق. أصدرت ليلى عام 2005 آخر ألبوماتها مع شركة روتانا وحمل عنوان " أكتر من أي وقت " والذي إحتوى على أشهر أغنياتها " أسهلهالك " والتي حققت نجاحاً منقطع النظير، كما أثار غلاف الألبوم جدلاً في السوق الفني بعد ظهور ليلى بمظهر جديد وحذفها إسم "غفران" من بوسترات الألبوم، لتكتفي فقط بإسم "ليلى"، الأمر الذي بررته لاحقاً بأنها أحبت أن تجري إختباراً للمستع لتعرف رأيه فيما يستمع إليه وبشكل غنائها الجديد بعيداً عن إسمها.
بعد إنفصالها عن شركة روتانا، إتجهت ليلى غفران لإنتاج موسيقاها على حسابها الخاص وأصدرت أغنية "من هنا ورايح" ولكن واجهت دعوى قضائية من قبل الشاعر عماد إسحق الشهير بـ «عماد الشاعر» والذي اتهم ليلى بتسجيل وتصوير الأغنية بدون الحصول على إذن كتابي منه متهماً إياها هي وزوجها آنذاك المخرج أنس دعية والشاعر خالد الشيباني بالسطو على حقوقه المادية والأدبية ووضع إسم شاعر آخر على الأغنية.
```
أصدرت ليلى في عام 2009 ألبوماً بعنوان "الجرح من نصيبي " وأهدت الأغنية التي حملت العنوان نفسه لإبنتها هبة التي قتلت في نوفمبر عام 2008 ، ولاقى إشادات لتنوعه الموسيقي وإنتقادات من الوسط الإعلامي الذي إتهم ليلى بالمتاجرة بقصة إبنتها. صرحت ليلى عام 2013 أنها فكرت بالإعتزال وتراجعت بسبب حبها للفن ، وأصدرت ألبوماً حمل عنوان " أحلامي ".
```

في عام 2018، أصدرت أغنية باللهجة المغربية حملت عنوان "جابني الغرام"، مثيرة الجدل بسبب ظهورها بالنقاب المغربي على غلاف الأغنية.

### 2020- الآن
صرحت ليلى نيتها العودة إلى المجال الفني عام 2020 بأغنية بعنوان "يا مساء اللوز" وقامت بتصوير الأغنية على طريقة الفيديو، ولكن بسبب إنتشار فايروس كورونا، تم تأجيل العمل أكثر من مرة وإلغائه في نهاية المطاف.

### حياتها الأسرية
تزوجت للمرة الأولى من المنتج إبراهيم العقاد الذي أنتج لها العديد من الأعمال، رزقت منه بابنتها هبة، لكنهما انفصلا
لاحقاً، تزوجت بعدها من المطرب العراقي فؤاد مسعود، الذي يكبرها سنا، وهو الذي غنى لها أغنيته الشهيرة «ليلى يا ليلى»، رزقت منه بابنتها نغم. وفي عام 2005، تزوجت من المخرج أنس دعية، الذي كان في عمر ابنتها إذ كان يصغرها بحوالي ثلاثة عقود، لمدة عامين وانفصلا الطلاق في نهاية 2007. زواجها الرابع كان من رجل الأعمال المصري إسماعيل خورشيد، وبعده اقترنت برجل الأعمال أدهم محمد، ولم يدم اللقاء طويلا فكان الانفصال.
تزوجت بعدا برجل الأعمال مراد أبو العينين، وانفصلت عنه عام 2015 حيث ترددت معلومات عن أن السبب يعود لرغبتها في العودة إلى الفن ورفض زوجها لهذا الأمر.

## أزمات ومشاكل

### ملكية أغنية مقادير
دخلت في العديد من المشاكل القضائية قد يكون أشهرها تلك القضية التي أقامها ضدها الملحن السعودي سراج عمر يتهمها بغناء أغنية «مقادير» للفنان الراحل طلال مداح وتسجيل الأغنية بصوتها وضمها لألبوم صدر لها عام 2001 وفي نفس العام واجهت مشكلة مع الضرائب المصرية دفعت بموجبها مليوناً و 300 ألف جنيه مصري كضرائب استحقت عليها خلال تلك الفترة ويومها أكدت ليلى أنها كانت تعتقد أن الشركة التي أسستها مع زوجها المنتج إبراهيم العقاد تقوم بتسديد الضرائب أولا بأول ولكنها فوجئت بأن الشركة لم تسدد الضرائب بشكل منتظم مما أوقعها في ورطة قامت بعدها بتسديد الضرائب المستحقة عليها

### الخلاف مع شركة روتانا
كما دخلت في مشاكل مع شركة روتانا تحديداً عام 2003 حيث تقدمت بدعوى ضد الشركة تطالب فيها بفسخ تعاقدها مع روتانا الموقع عام 2001 والمطالبة بمبلغ قدره نصف مليون جنيه بدعوى أن الشركة لم تتحرك لإنتاج ألبومات لها. اشتدت الأزمة مع روتانا عند إصدار ألبوم «أكتر من أي وقت» حيث أصرت الشركة على أن الألبوم قد فشل رغم النجاح الكبير الذي حققه العمل حتى أن كل الوطن العربي كان يردد أغنية أسهلهالك بإعجاب كبير وكانت ردة فعل الجمهور إيجابية تجاه العمل، وقد علقت ليلى على الأمر قائلة «لقد تلقيت المديح من زملائي في الوسط الفني حول الألبوم، ورأي روتانا أساء إلي وإلى فني وإلى مكانتي الفنية، وحطم معنوياتي لأقصى الحدود وتسببوا لي بالمرض نتيجة تدهور حالتي النفسية».

### مقتل ابنتها هبة العقاد
لكن على الرغم من هذه الأزمات والمشاكل الكثيرة في حياة ليلى، إلا أن الأزمة الفاجعة في حياتها كانت حين عثرت الشرطة المصرية في محافظة 6 أكتوبر يوم الخميس 27 نوفمبر - 2008 على ابنة ليلى غفران، وهي هبة إبراهيم العقاد (23 عاما) مقتولة بسبع طعنات في أنحاء متفرقة من جسدها.كما تم العثور على زميلتها نادين خالد جمال (23 عاما) مطعونة بـ12 طعنة نافذة، وذلك في شقة بمدينة الشيخ زايد بالمحافظة الواقعة جنوب القاهرة. وفي ما أشارت تقارير إخبارية انه تم نقلها إلى مستشفى دار الفؤاد إلا أنها فارقت الحياة بعد وصولها إلى المستشفى، قالت مصادر في شرطة المحافظة لـ«العربية.نت» إن «شخصا مجهولا اقتحم الشقة التي تقيم فيها ابنة الفنانة ليلى غفران التي تدرس في إحدى الجامعات الخاصة المصرية وزميلتها، وقتلهما على الفور».
في وقت لاحق، كشفت أجهزة الأمن أن القاتل نجار مسلح كان يعمل في منتجع «الندى» بالشيخ زايد بمدينة 6 أكتوبر. وذكر مصدر أمنى أن القاتل اعترف بجريمته بعد القاء القبض عليه ومواجهته بالقطعة الحديدية «العتلة» التي تم العثور عليها في مكان الجريمة، وتم كشف البصمة الملوثة بالدم ومطابقتها ببصمات المتهم بعد تحليلها بحامض «دى إن أيه».وبمواجهته عن طريق مباحث مديرية أمن 6 أكتوبر اعترف بتفاصيل ارتكابه للجريمة وأنه كان قد دخل المكان بغرض السرقة دون معرفته بالموجودين بالمكان، وحينما وجد نادين خشى أن تكشفه فطعنها عدة طعنات وقتلها وحاول العثور على مسروقات..
قام بتفتيش المكان دون أن يكون على علم بوجود القتيلة هبة ابنة ليلى غفران والتي فوجئ بها فإنتابته حالة هيستيرية وسدد إليها عدة طعنات حتى لا تكشفه ولا تقوم بمطاردته، ثم فر من المكان وترك القطعة الحديدية والقى بالسكين الذي استخدمه في الحادث خارج المنزل.واعترف المتهم بشراء سكين من حى السبتية ليرتكب جريمة قتل لم يخطط لها وقال إنه لم يتوقع انه سيكون بطل في ارتكاب جريمة. كما تبين أنه كان يعمل في أعمال الإنشاءات بمدينة الشيخ زايد ومحافظة 6 أكتوبر منذ سنوات وأنه كان يلاحظ أن سكان المنطقة التي وقع بها الحاد ومناطق أخرى يسكنها الاثرياء فقط ونظرا لظروفه المادية المتعثرة منذ فترة قرر التوجه إلى المنطقة وسرقة أي فيلا خاصة مع علمه بعدم وجود أية من السكان في هذه الشقق.
تين أن المتهم خرج يوم الحادث بمنطقة روض الفرج بعد الظهر وتوجه إلى منطقة السبتية واشترى سكينا ثم استقل ميكروباص إلى مدينة الشيخ زايد ومنها إلى شقة الضحية ثم ظل مختبئا داخل حديقة الفيلا حتى مساء نفس اليوم. ثم تسلل إلى الفيلا بعد أن سمع أصوات مشاجرة بين فتايات وانقطاع الصوت بعدها فقرر الدخول إلى الفيلا واختبأ خلف ستارة في الصالة وكانت كلا الضحيتين نائمتين فدخل إلى إحدى الحجرات المتواجد بها الضحية فسرق تليفونها المحمول ومبلغ 200 جنيه.. وأثناء خروجه من الغرفة سمعته الضحية الأخرى وعندما شاهدته حاولت تستغيث فقام بطعنها بالسكين في الوجه وقبل أن يخرج من الفيلا هربا سمعته الضحية الثانية فقام بذبحها هي الأخرى. وأكد المصدر الأمنى أن التحريات التي قامت بها أجهزة البحث الجنائي والمعمل الجنائي أكدت أن الجانى كان يتعمد قتل نادين بتسديد طعنات غائرة وذبحها، فيما انه كان يسدد الطعنات بصورة عشوائية للقتيلة هبة، وسدد طعنات سطحية لها ولم يكن بها أي طعنة غائرة، وهو ما يفسر أن هبة توفيت نتيجة نزف كمية كبيرة من الدماء. وقال المصدر إنه بمعاينة المكان والقبض على المشتبه بهم وحصر المحيطين في مكان الحادث تبين أن النجار المسلح هو الذي ارتكب الحادث، وبمواجهته اعترف بالجريمة وتفاصيلها، وتم إحالته إلى النيابة لاستكمال التحقيقات. المتهم يدعى محمود سيد عبد الحفيظ عيسوى 20 عاما يقطن منطقة روض الفرج وكاي !
وبعد التحريات تمّ إلقاء القبض على المتهم الذي إعترف بجريمته مشيراً إلى أنها كانت بدافع السرقة اذ انه دخل إلى المكان بهدف السرقة إلا أنه فوجئ بوجود هبة وصديقتها مما دفعه إلى قتلهما كي لا تخبرا عنه.
ولاحقاً أصدر القضاء المصري حكماً بإعدامه لتقوم بعدها بإطلاق أغنية لإبنتها بعنوان «الجرح من نصيبي».
أما محاميها فأكد أن العقل المخطط للجريمة هو علي عصام، زوج هبة، هو المحرّض الأول على القتل، ولم يكن العيسوي سوى الأداة التي نفذت.
وأضاف أن زوج ابنتها كان يطمع بالاستيلاء على ميراثها، خاصة أنها حاصلة على الجنسية البريطانية والقانون البريطاني يمنحه حق الحصول على منحة من السفارة تخص زوجته.وأكد أيضاً أن زوج هبة كذب حين أعلن أنه تلقى مكالمة من هاتف هبة تخبره بما حدث لأن الهاتف المحمول الخاص بها لم يكن معها بل كان في حوزة القاتل.
وأكمل محامي ليلى غفران مؤكداً أن الجاني سارع إلى الاتصال بعلي وأخبره بنجاح العملية، وطلب أبو العينين من المحكمة تطبيق المادة 11 من قانون الإجراءات على زوج هبة، موضحاً أن هناك أدلة جديدة تثبت تورطه، ومنها سرقته عقد شقتها ومسارعته إلى الشهر العقاري لتوثيقه قبل أن تمر فترة بسيطة على مقتل زوجته، مما يؤكد نيته المسبقة وتخطيطه للجريمة. وقال المحامي أيضاً إن صور المعاينة تكشف تلاعب الزوج، حيث ظهرت حقيبة هبة وفيها مجوهراتها لكن هذه المجوهرات اختفت بعد ذلك.
بسبب خلافات بينه وبين ليلى تأكيد وجود خلافات مستمرة بين ليلى غفران وزوج ابنتها منذ زواجهما بسبب تعارض أفكارهما موضحا أن الحجاب هو سر الخلاف الرئيسي بينهم، وهذا ما دفع محاميها إلى اتهام الزوج بالتورط في الحادث بدافع الانتقام منها.

### تدهور حالتها الصحية
عام 2018 تعرضت لوعكة صح بعدما أصيبت بما يعرف طبيا بـ «الضغط الصامت»، ودخلت على أثرها المستشفى بعدما وصل ضغطها إلى 280، وتعرضت في نفس الوقت لتصلب في الشرايين وجلطة بالمخ وذبحة صدرية، ما جعلها تصبح مشلولة لأربعة أشهر.
كما دخلت في غيبوبة ابعدتها عن الوسط الفني.

## أعمالها

### الألبومات
| الألبوم        | العام  | المنتج      |
| -------------- | ------ | ----------- |
| عيونك قمري     | (1989) | سونار       |
| يافرحه هلي     | (1990) | سونار الشرق |
| أنا اسفة       | (1991) | موريفون     |
| أسألوا الظروف  | (1992) | ريلاكس إن   |
| كل شيء ممكن    | (1993) | موريفون     |
| هذا اختياري    | (1994) | فرسان       |
| جبار           | (1996) | فنون        |
| ملامح          | (1997) | روتانا      |
| ساعة الزمن     | (1999) | روتانا      |
| اهو ده الكلام  | (2003) | روتانا      |
| اكتر من أي وقت | (2005) | روتانا      |
| الجرح من نصيبي | (2009) | هاي كواليتي |
| أحلامي         | (2013) | مزيكا       |

### الأغاني المصورة
| الأغنية               | العام  | المخرج            | المنتج       |
| --------------------- | ------ | ----------------- | ------------ |
| أنا مش ندمانة         | (1989) |                   | عالم الفن    |
| اوراقي القديمة        | (1989) |                   | عالم الفن    |
| لو حتى حيرفضني العالم | (1990) | عادل عوض          | عالم الفن    |
| صالة الوصول           | (1990) |                   |              |
| عودني                 | (1991) |                   | موريفون      |
| انا اسفة              | (1991) | محمد عبد النبي    | موريفون      |
| مش هو                 | (1991) |                   | موريفون      |
| اسألوا الظروف         | (1992) |                   | ريلاكس إن    |
| بحبك                  | (1992) | محمد عبد النبي    | ريلاكس إن    |
| نندم                  | (1992) |                   | ريلاكس إن    |
| كامل الاوصاف          | (1996) |                   | فنون         |
| حبك نار               | (1996) |                   | فنون         |
| اتحديتك               | (1997) | عادل عوض          | art الموسيقى |
| زمانك راح             | (1997) |                   | art الموسيقى |
| عارفاك                | (1999) | محمد العجمي       | art الموسيقى |
| يا رب                 | (2000) | أسامة العاصي      |              |
| حاسب                  | (2003) | عادل أديب         | روتانا       |
| عدى الوقت             | (2003) | محمد بكير         | روتانا       |
| انت ما صدقت           | (2004) | جميل جميل المغازي | روتانا       |
| اسهلهالك              | (2005) | محمد جمعة         | روتانا       |
| من هنا ورايح          | (2006) | أنس دعية          | مزيكا        |
| الجرح من نصيبي        | (2009) | حسن عبيد          | قناة الحياة  |
| هي دي مصر             | (2009) |                   |              |
| قدس ارواحهم           | (2011) |                   |              |
| الشباب ده             | (2011) | أسامة العاصي      |              |
| برحمتك قويني          | (2011) | اسلام الفولي      |              |
| فيها ايه              | (2011) | جميل جميل المغازي | مزيكا        |
| تاهت الحقايق          | (2013) |                   |              |
| طال غيابك             | (2013) | جميل جميل المغازي | مزيكا        |
| بلاد الأمان           | (2015) | أحمد عصام         |              |

### الأغاني المنفردة
| الأغنية                     | العام             |
| --------------------------- | ----------------- |
| اليوم الأول                 | (1982)            |
| رصيف عمري                   | (تاريخ غير معروف) |
| يا بلادي                    | (1994)            |
| الحلم العربي                | (1996)            |
| يا رب                       | (2000)            |
| يا هاجر (ديو مع حسين محمود) | (2001)            |
| من هنا ورايح                | (2006)            |
| هي دي مصر                   | (2009)            |
| قدس ارواحهم                 | (2011)            |
| الشباب ده                   | (2011)            |
| برحمتك قويني                | (2011)            |
| تاهت الحقايق                | (2013)            |
| بلاد الأمان                 | (2015)            |
| انت ميختلفش عليك تنين       | (2016)            |
| عايز تقول حاجه              | (2016)            |
| جابني الغرام                | (2018)            |
| أنا كده عجباني              | (2023)            |